# Facit
För andra betydelser, se Facit (olika betydelser).
Facit (från latinets facit, "det gör", av facere, "göra") är en samling svar till övningsuppgifter. Facit finns ofta i kurslitteratur, antingen som en del av boken, eller som ett separat häfte för läraren. Begreppet har ursprungligen syftat specifikt på räkneuppgifter.
Facit används ofta inom undervisning då läraren lättare kan se de rätta svaren när prov eller skrivningar ska rättas.